# ダンバートン城

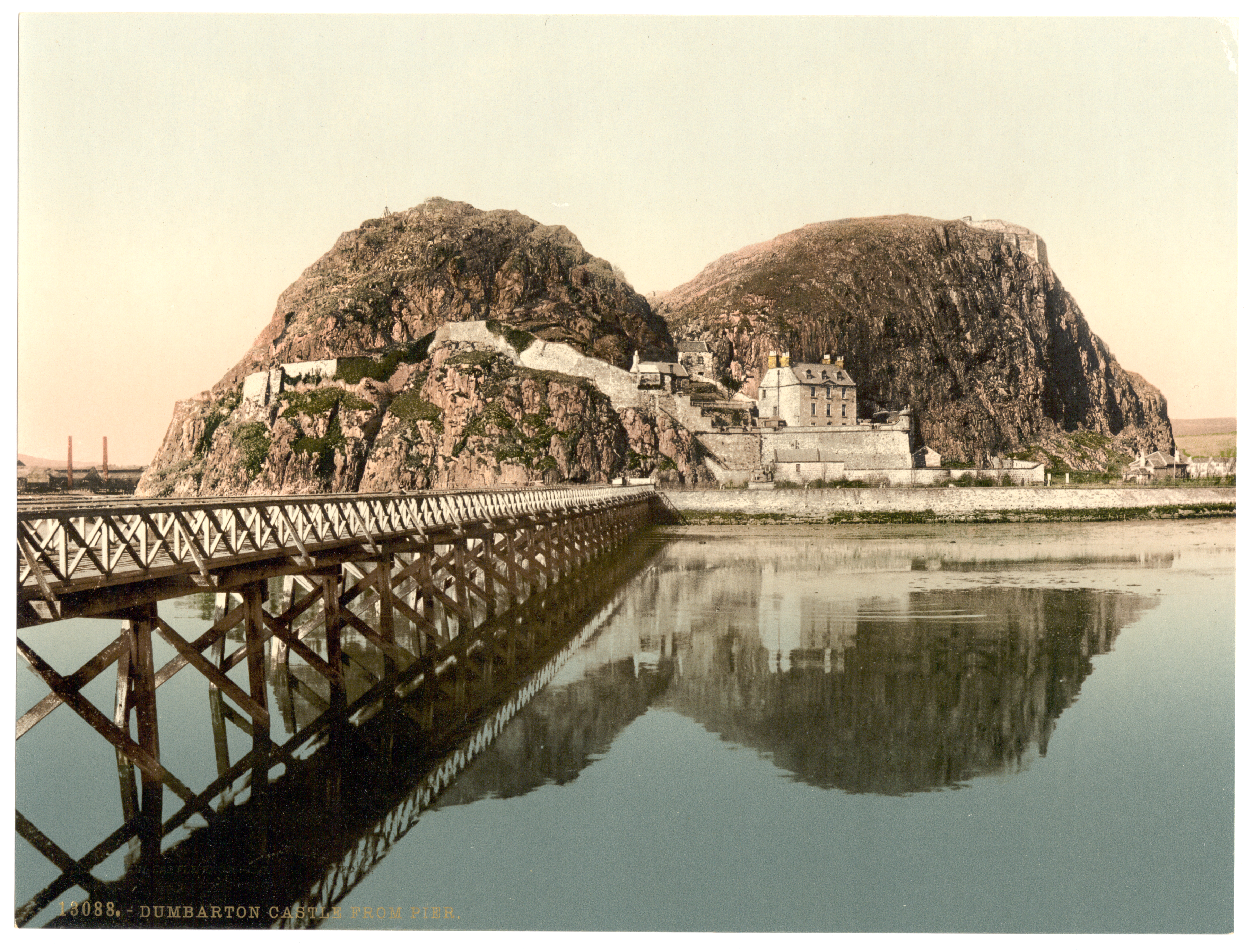
1890–1900年頃のダンバートン城と桟橋。フォトクローム

ダンバートン城（ダンバートンじょう、英語：Dumbarton Castle、スコットランド・ゲール語: Dùn Breatainn, 発音 [t̪unˈpɾʲɛʰt̪ɪɲ]）は、スコットランド、ダンバートンにある城である。スコットランドで最も長い歴史を持つ。
5世紀頃に、カンブリア語でクライド川の岩を意味する Alt Clut もしくは Alcluith と呼ばれ、ストラスクライド王国の首都を守る拠点であった。後にゲール語が使われる時代になって、ブリトン人の砦という意味の Dun Breatann と呼ばれ、そして英語の時代となり Dumbarton と変化していった。中世のスコットランド王国時代にも王城として使用され、重要な位置を占めた。
スコットランド指定建造物で最高のクラスAに指定されている。

## 地理
上流に大都市グラスゴーがあるクライド川、大きな水域を持つリーブン湖から流れるリーブン川の合流地点を守るために建造された。Dumbarton Rockという玄武岩の上にそびえる。

## 歴史

### 鉄器時代
考古学的発見から、ダンバートン城は鉄器時代からダンバートン周辺の戦略的に重要な集落を守っていたことが分かっている。古代ローマがグレートブリテン島南部に設置した属州ブリタンニアがあった時代にローマと交易を行っていたことが分かっているが、当時の民族は不明。歴史的資料としては、5世紀にイギリスで活動していた宣教師パトリキウスがブリトン人が立ち上げた初期の王国、ストラスクライド王国の王への手紙で言及されている。

### 中世
アーサー王の物語の一つ 『Arthur left Hoël of Brittany his nephew sick at Alcluit in Scotland』にて、魔術師マーリンが Alt Clut に滞在している。
756年、オエンガス1世率いるピクト人とエズバート率いるノーサンブリア王国の連合軍によって包囲され陥落したが、数日後に再占領された。870年までストラスクライド王国の王城として使用されたが、871年にアイルランドを拠点とするバイキングの王Amlaíb ConungとÍmarに包囲され、水が得られなくなり4か月後に陥落した。記録では、王は200隻の船にイングランド人やピクト人等の奴隷を乗せてきたと記録されている。その後、13世紀までダンバートン城の名が出ることはなく、ストラスクライド王国はクライド川の上流地域に首都機能を移動させた。
13世紀になるとスコットランド王国の時代には、ブリトン人の要塞を意味する Dùn Breatainn と呼ばれ王城として使用された。ハリダン・ヒルの戦いで敗れたスコットランド王デイヴィッド2世と妻のジョーンは城でかくまわれた後にフランスに逃亡した。
1425年、スコットランド王ジェームズ1世に反逆罪で処刑されたオールバニ公マルドゥークの末子 James Mor Stewartによって町と城が襲撃されたが、撃退に成功した。
ジェームズ4世の治世時には、1489年10月にダンバートン城へ向かってきた反乱軍を倒した。また、この城はスコットランド王国海軍の拠点とされ、大砲を搭載した軍艦の造船が行われた。この製造された船によって、スコットランド西部にある諸島アウター・ヘブリディーズを占領する作戦が行われた。その後もドックなどが増設された。
ジェームズ5世の治世、1539年に城は刑務所として使用されることになった。

### スコットランドの女王メアリー
フランス軍が乗り込んできたり、攻城戦が行われたりた。
1563年7月にスコットランド女王メアリーはダンバートン城に滞在した。メアリーと、その幼い息子ジェームズ6世を擁した勢力との間でメアリアン内戦が勃発した。城も攻城戦の舞台となったりした。
メアリーが拠点を変更した後から、重要度が低下した。

### 現代の城
17世紀の要塞への更新以降、第二次世界大戦まで変更が加えられ、中世の城の面影はなくなっている。ダンバートンロックも含めてスコットランド政府の管理下にあり、スコットランド指定建造物に指定され保護されている。
衛兵所には、スコットランドの愛国者ウィリアム・ウォレスを裏切って捕獲したダンバートン総督ジョン・ド・メンティスの顔とされるものが飾られている。